# Torque Induction

## Torque Induction
Torque Induction, uma peça desenvolvida pela Yamaha para motores 2 tempos lançado em 1973 na RD 350 que consiste em uma espécie de válvula, que fica localizada entre o carburador e a admissão do cilindro. O Torque Induction se abre quando o motor suga a mistura ar/combustível/óleo 2 tempos no momento da admissão e fecha-se no momento em que o motor comprime a mistura no cárter, onde haveria o re-fluxo da mistura para o carburador.

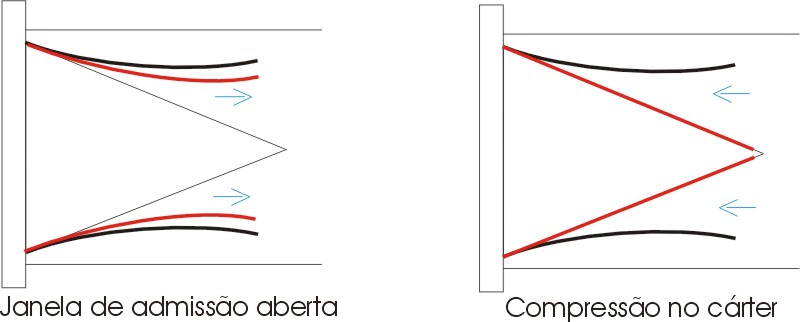
Funcionamento do Torque Induction: Com a janela de admissão aberta o motor suga a mistura; já com a admissão fechada e a compressão no cárter, o Torque Induction evita o refluxo

O Torque Induction proporciona como melhorias:
- Melhor torque em baixa rotação (fator crítico do motor 2 tempos).
- Diminuição de consumo de combustível (motor 2 tempos é caracterizado pelo alto consumo).
- Evita refluxo da mistura para o carburador e consequentemente evita que encharque-se o filtro de ar de gasolina e óleo.